# Iuvavum
Iuvavum är en fornlämning i Österrike.   Den ligger i distriktet Salzburg Stadt och förbundslandet Salzburg, i den centrala delen av landet, 250 km väster om huvudstaden Wien. Iuvavum ligger 433 meter över havet.
Terrängen runt Iuvavum är varierad. Runt Iuvavum är det ganska tätbefolkat, med 116 invånare per kvadratkilometer.. Närmaste större samhälle är Salzburg, 0,21 km nordväst om Iuvavum.
Runt Iuvavum är det i huvudsak tätbebyggt.